# Gehstock (Rehabilitation)

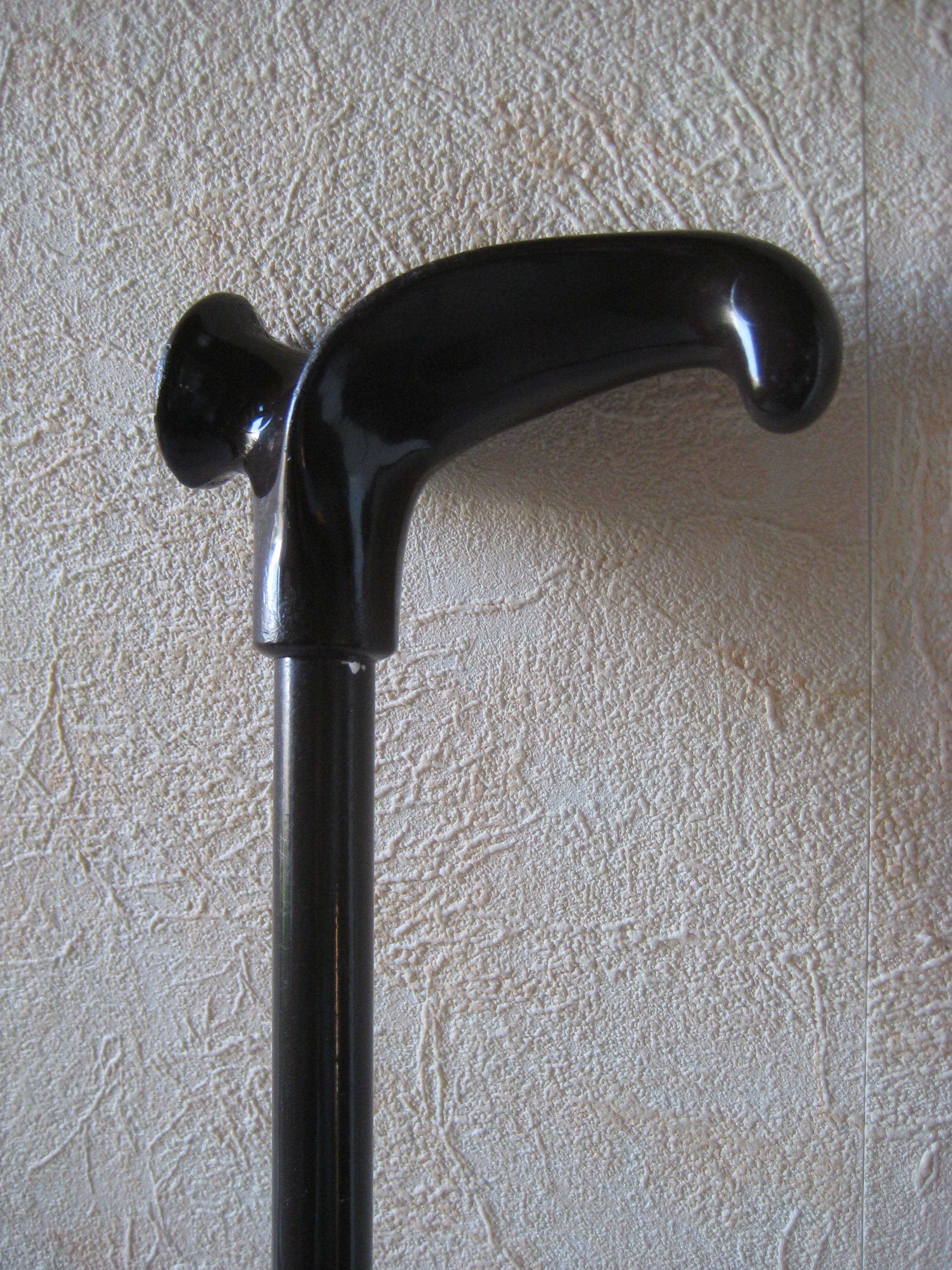
Gehstock mit anatomischem Handgriff

Ein Gehstock, laienhaft auch als Krückstock bezeichnet, als Hilfsmittel in der medizinischen Rehabilitation ist eine Gehhilfe, die bei bestimmten Indikationen zur Anwendung im „Innenraum und Außenbereich/Straßenverkehr“ ärztlich verordnet werden kann. Als Rehabilitations-Hilfsmittel zu unterscheiden sind der (einfache) Gehstock (Indikation „Gehbehinderung mit der zeitweiligen Notwendigkeit, einen Skelettabschnitt zu entlasten. Je nach der individuellen Notwendigkeit kann auch ein beidseitiger Einsatz von Gehstöcken angezeigt sein.“) und der Gehstock mit anatomischem Handgriff (Indikation „Gehbehinderung durch Einschränkungen des aktiven oder passiven Bewegungsapparates und/oder Koordinationsschwierigkeiten in der Laufphase“).
Gehbehinderung in diesem Sinne bezeichnet einen angeborenen oder erworbenen Form- oder Funktionsfehler des Stütz- und Bewegungsapparats, der sowohl eine dauerhafte oder auch eine temporäre Behinderung als auch ein temporäres (z. B. nach einem Knochenbruch oder anderem Unfall) sein kann.

## Begriffliche Abgrenzungen
Anatomische Handgriffe sind angezeigt bei einer der vorstehenden Behinderung[en] in Verbindung mit Arthrosen im Handgelenk, Belastungsbeschwerden in der Handfläche bei der Benutzung normaler Handstöcke und/oder der Notwendigkeit, mit zwei Stöcken laufen zu müssen.
Während ein Gehstock bei einer „Gehbehinderung durch Einschränkungen des aktiven oder passiven Bewegungsapparates und/oder Koordinationsschwierigkeiten in der Laufphase […] und/oder der Notwendigkeit, mit zwei Stöcken laufen zu müssen“ verordnet wird, erfolgt dies bei einem Handstock bei Indikation einer „leichteren Gehbehinderung ohne die Notwendigkeit einer Entlastung von Skelettabschnitten“.

Einen Gehstock mit drei, vier bzw. fünf „Füßen“ nennt man Mehrfußgehhilfe

## Gehstöcke

### (Einfacher) Gehstock
Im Hilfsmittelverzeichnis der Gesetzlichen Krankenversicherung (GKV) ist der Gehstock als Hilfsmittel in der medizinischen Rehabilitation in der Produktgruppe „10 – Gehhilfen“ für den Anwendungsort „50 – Innenraum und Außenbereich/Straßenverkehr“ in der Produkt-Untergruppe „01 – Hand-/Gehstöcke“ als Produktart „1000–1999“ definiert. Beschrieben im Hilfsmittelverzeichnis ist ein Gehstock als „aus [einem] Metallrohr“ bestehend, mit einem in sich etwas flexiblen, rutschsicheren Laufgummi ausgestattet und einen „funktionell gestalteten Handgriff“ aufweisend. Eine individuelle Anpassung an die Körpergröße des Stockbenutzers ist durch eine „vorhandene Höhenverstellung“ möglich. Dabei wird die korrekte Stocklänge ermittelt, indem der Abstand zwischen Boden und Ulnar-Carpalgelenk des im Ellenbogen um ca. 20–30° gebeugten Armes des stehenden Benutzers gemessen wird. Der Handgriff ist so geformt, dass er der Hand des Benutzers eine nahezu waagerechte Auflagefläche bietet und „der Hand funktionell angeformt“ ist – und der Gehstock beidseits, rechts wie links, verwendbar ist.

### Gehstock mit anatomischem Handgriff
Der Gehstock mit anatomischem Handgriff ist im Verzeichnis der Hilfsmittel in der Produktgruppe „10 – Gehhilfen“ für den Anwendungsort „50 – Innenraum und Außenbereich/Straßenverkehr“ in der Produkt-Untergruppe „01 – Hand-/Gehstöcke“ als Produktart „2000–2999“ definiert. Beschrieben im Hilfsmittelverzeichnis ist ein Gehstock als „aus [einem] Metallrohr“ bestehend, mit einem in sich etwas flexiblen, rutschsicheren Laufgummi ausgestattet und einen „anatomiegerecht der Handgrifffläche entsprechend für die linke und rechte Hand verschieden gestaltet[en] Handgriff“ aufweisend. Eine individuelle Anpassung an die Körpergröße des Stockbenutzers ist durch eine „vorhandene Höhenverstellung“ möglich. Der anatomische Handgriff ist „einer normalen Handinnenfläche entsprechend geformt“, wodurch die Druckverteilung auf eine möglichst große Fläche möglich ist, da (im Gegensatz zu einem Standardhandgriff) die gesamte Handinnenfläche zur Abstützung eingesetzt werden kann – durch die Druckverteilung auf eine größere Fläche wird das Handgelenk entlastet, „so [dass] insgesamt höhere und länger andauernde physikalische Belastungen möglich sind“.